# Livre des tournois
Le Traicté de la forme et devis comme on fait un tournoi appelé plus communément Livre des tournois est un ouvrage rédigé par René d'Anjou dans les années 1460 et dont ce qui constitue sans doute le manuscrit original illustré est conservé à la Bibliothèque nationale de France. Ses illustrations, qui n'utilisent pas la technique de l'enluminure traditionnelle, sont attribuées à Barthélemy d'Eyck. Ce manuscrit a fait l'objet de plusieurs copies fidèles.

## Le Texte
Le livre compile les usages des tournois de chevalerie en France, Allemagne, Flandre et Brabant en imaginant un nouveau rituel d'organisation et de mise en scène. Le texte porte plus attention aux préparatifs qu'au combat lui-même. Contrairement à une simple joute, le tournoi consiste ici en l'affrontement entre deux groupes de chevaliers. 
René d'Anjou prend l'exemple d'un tournoi imaginaire entre le duc de Bretagne comme appelant et celui du duc de Bourbon comme défendant. L'appelant défie le seigneur défendant en lui faisant portant par son héraut d'arme porter l'épée du tournoi. Si le tournoi est accepté, quatre juges diseurs sont désignés puis le roi d'arme accompagné de quatre hérauts ou poursuivants crient le début du tournoi. Le texte décrit ensuite les différentes armes nécessaires aux participants du tournoi, puis l'installation des lices. Le texte s'attarde sur l'entrée dans la ville du tournoi des différents participants : la suite du seigneur appelant, puis celle du défendant et enfin les juges-diseurs. Ces derniers doivent choisir un logis, si possible un établissement religieux possédant un cloître qui sera marqué à son entrée par une toile peinte représentant le roi d'armes portant les bannières des quatre juges. Un bal a lieu le soir de l'entrée en ville. Le lendemain, les bannières, pennons et timbres des participants sont apportés au logis des juges et disposés dans le cloître.  Les dames viennent les examiner et peuvent y faire châtier les seigneurs qu'elles reconnaissent pour les avoir médit. Le lendemain, chacun se rend dans les lices pour effectuer le serment du respect des règles du tournoi. Les dames peuvent alors choisir le chevalier d'honneur, qui sera chargé d'intervenir en cas de combats trop violents. Le jour suivant a lieu le tournoi proprement dit : le livre décrit l'ordre d'apparition des participants, le déroulement des combats et leur achêvement. Le soir-même a lieu la remise des prix aux vainqueurs, effectuée par une dame et deux demoiselles. Ces dernières sont choisies par le chevalier d'honneur et les juges-diseurs. 
Le texte est abondamment repris et constitue le plus grand succès littéraire du roi René en tant qu'écrivain. Écrit à une époque où la chevalerie amorce son déclin, il marque une certaine nostalgie pour cette période des grands tournois. L'ouvrage est dédié à Charles IV du Maine, frère de René.

## Historique du manuscrit
Pendant longtemps, le manuscrit a été vu comme la suite directe de la série de tournois organisés par la cour d'Anjou à Nancy, Saumur, au château de Razilly et Tarascon entre 1445 et 1450. Mais plusieurs éléments poussent à retarder la date de rédaction du manuscrit. Le texte fait à plusieurs reprises allusion à un autre traité de tournoi, le Traité des anciens et nouveaux tournois écrit par Antoine de La Sale en 1459 et qui y fait l'objet de plusieurs critiques. Par ailleurs, parmi les emblèmes de Bourbon utilisés dans les illustrations, se trouvent les deux chiens blancs, qui ont disparu dans les années 1420 et réapparaissent à l'initiative de Jean II de Bourbon en 1457. Enfin, le filigrane du papier montre que celui-ci date probablement des années 1450-1460 et en usage à Angers à cette époque. Selon Marc-Édouard Gautier, la manuscrit a donc sans doute été rédigé au début du séjour du roi René en Anjou vers 1462-1469. Un inventaire des biens du château d'Angers en 1471-1472 mentionne d'ailleurs un « cayez de papier en grant volume, ouquel est le commencement d'un tournoy », qui pourrait être ce manuscrit ou une copie partielle.
Par la suite, le manuscrit appartient à Marie de Luxembourg (1462-1546). Il est ensuite en possession de Louis Nicolas Fouquet, comte de Vaux et fils de Nicolas Fouquet jusqu'à sa mort en 1705, puis de Louis François de Bourbon-Conti et enfin du bibliophile Louis-César de La Baume Le Blanc de La Vallière. Celui-ci le vend en 1766 à Louis XV, l'ouvrage entrant ainsi à la bibliothèque du roi.

## Attribution des illustrations
Plusieurs éléments ont permis d'attribuer le manuscrit au peintre de René d'Anjou, Barthélemy d'Eyck. Les types physiques des personnages et leur posture les rapprochent fortement des miniatures du Livre du cœur d'Amour épris actuellement conservé à Vienne. On y retrouve aussi les mêmes jeux d'ombre et de lumière et l'usage du clair-obscur. Or le Maître du Cœur d'amour épris est justement identifié à Barthélemy d'Eyck. Par ailleurs, l'héraldique imaginaire présente dans les illustrations rappelle directement celle en usage aux Pays-Bas à la même époque, région d'origine du peintre. La mise en espace des scènes, à plusieurs reprises sur une double page, rappelle enfin les scènes du manuscrit de la Théséide de Vienne et pourrait donc avoir été dessinée peu après ce manuscrit.

Miniatures du manuscrit
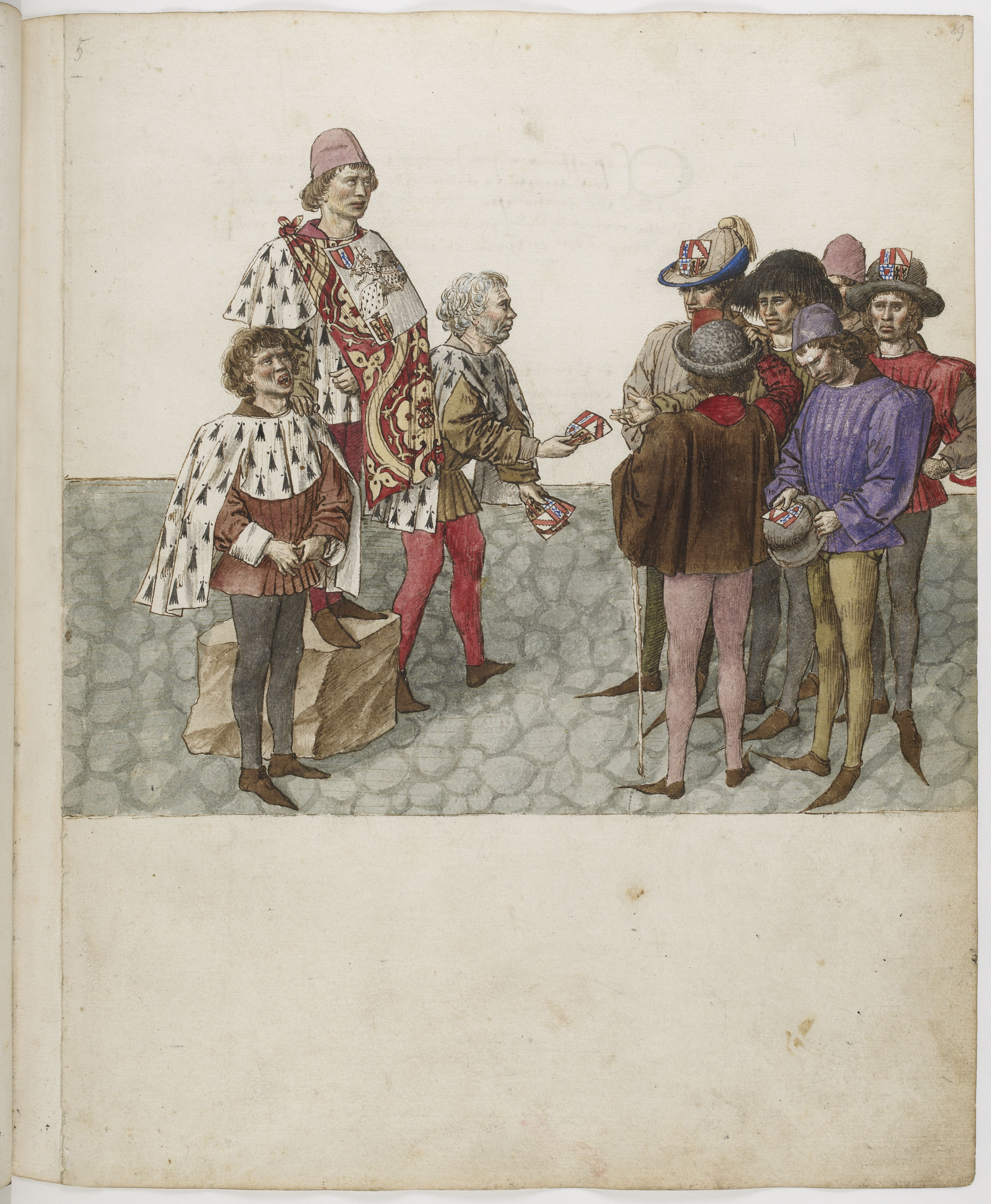
Annonce du tournoi et distribution des écussons aux armes des juges, f.19r.
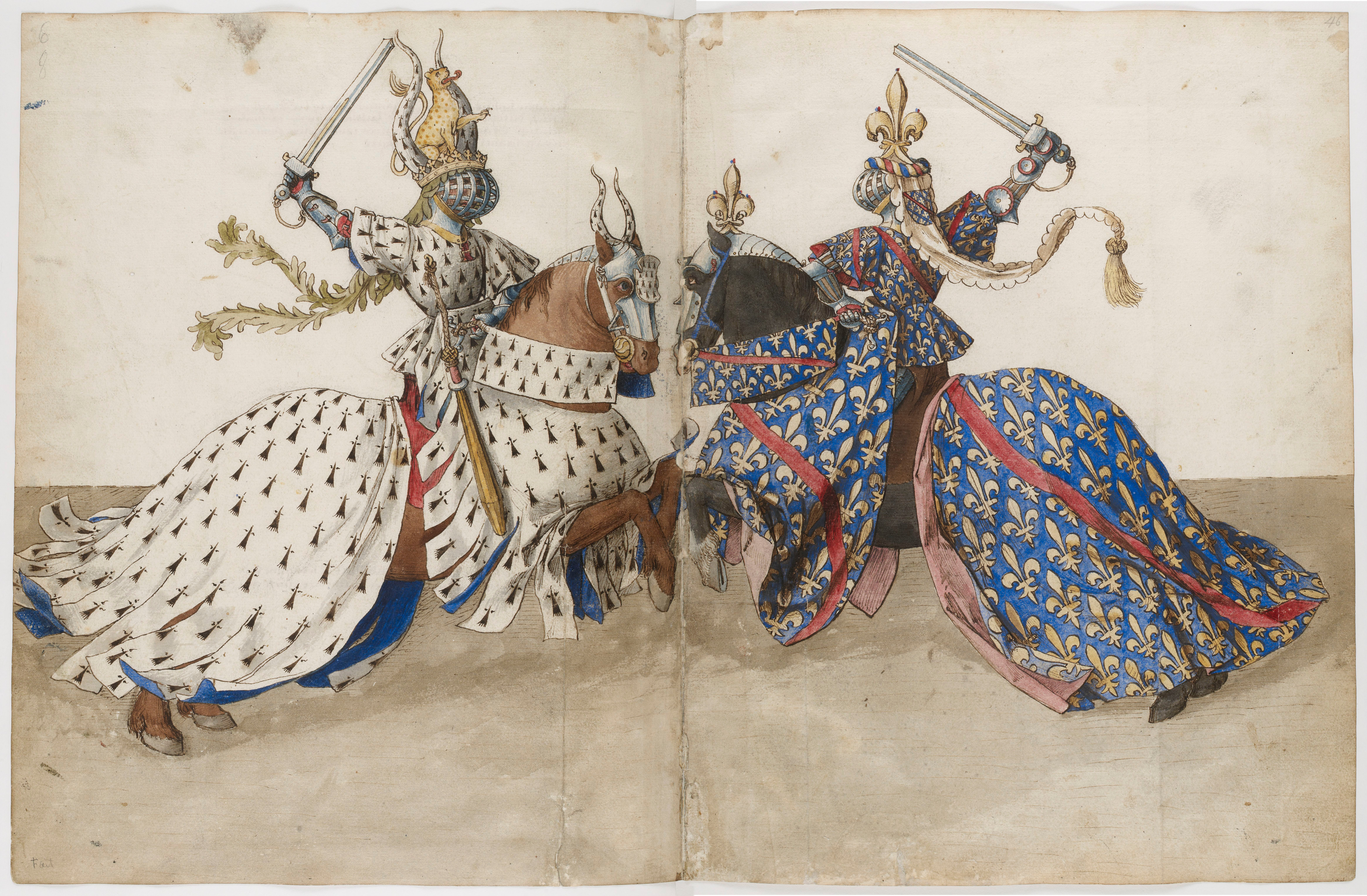
Combat à cheval entre le duc de Bretagne et le duc de Bourbon, f.45v-46r.
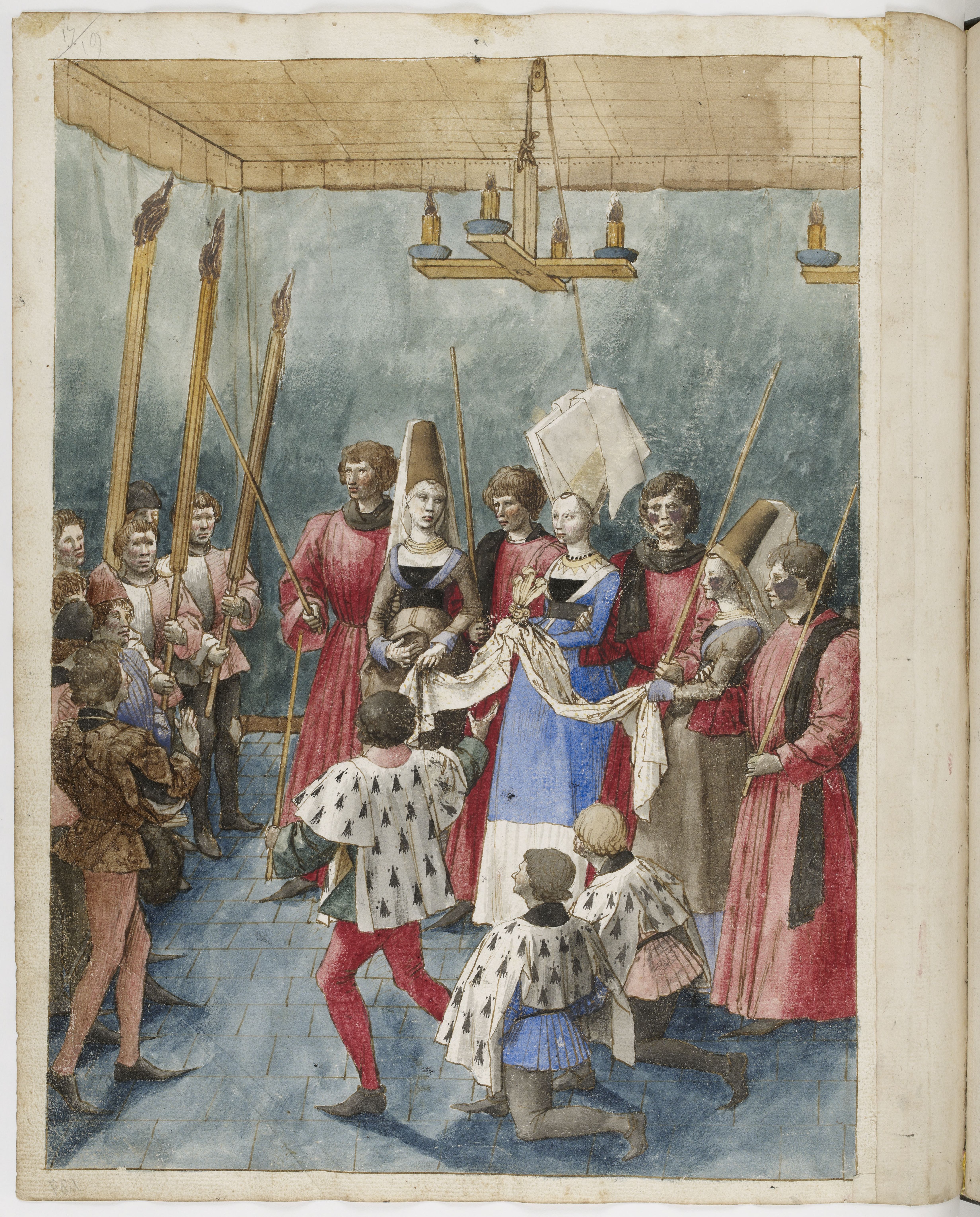
La remise du prix, f.103v.

## Copies du manuscrits

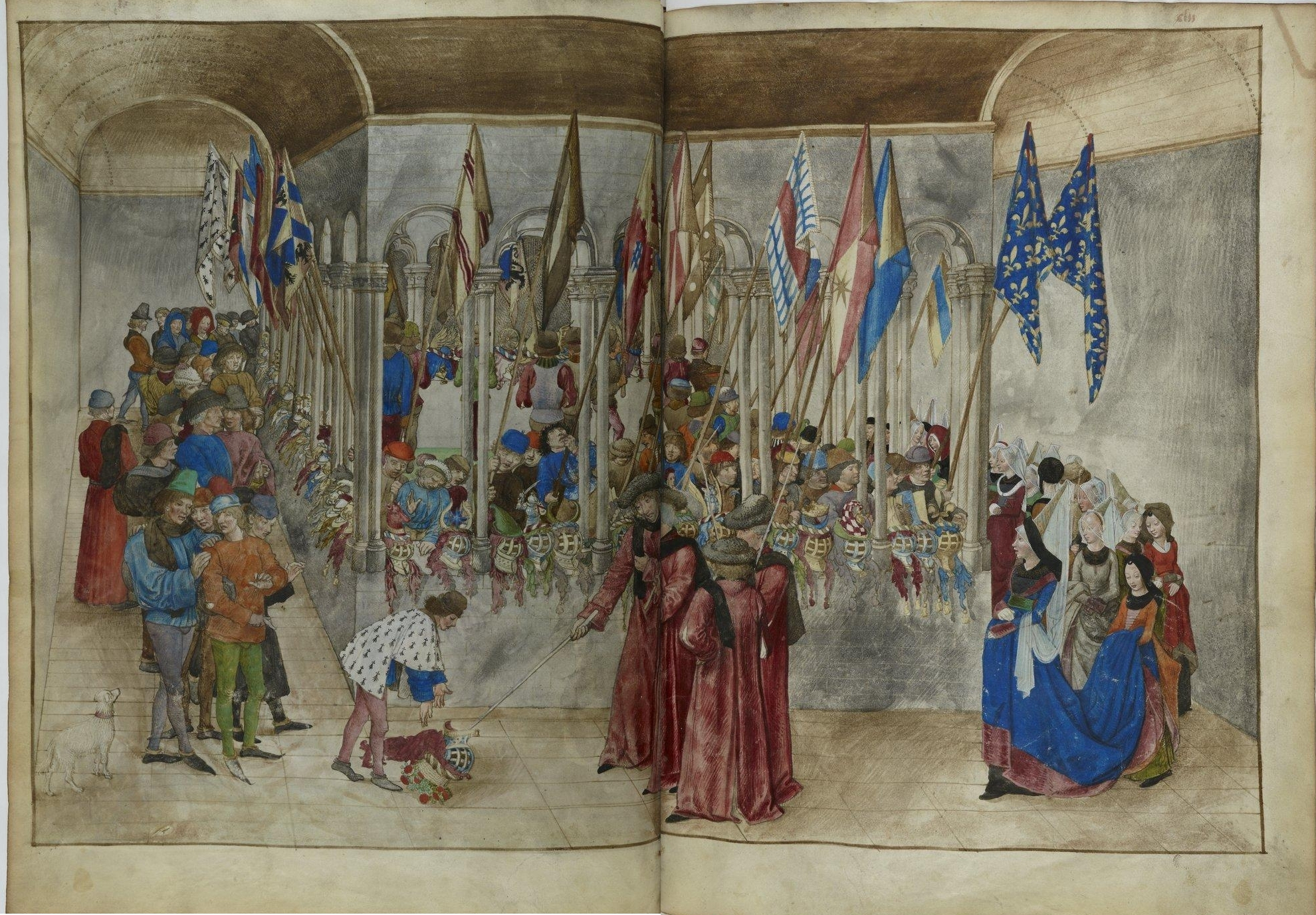
Copie du Maître du Livre de prières de Dresde, BNF, Fr.2693

Plusieurs copies sont réalisées du manuscrit de René d'Anjou, dès le XVe siècle et sous la forme de quasi-facsimilés. Plusieurs sont conservées elles-aussi à la BNF, :
- Fr.2693 : copie réalisée sur commande Louis de Gruuthuse à Bruges , vers 1480-1488. Il pourrait s'être procuré le manuscrit original par l'intermédiaire de son fils Jean V de Bruges de La Gruuthuuse qui a assuré les charges de sénéchal d'Anjou à partir de 1480 et capitaine du Château d'Angers en 1484. Le manuscrit est de la main de quatre artistes distincts. Les deux premiers ne sont pas identifiables car ils se sont contentés de copier fidèlement les miniatures de Barthélemy d'Eyck. Le troisième, au style plus personnel, est identifié au Maître du Livre de prières de Dresde. Le dernier, identifié au Maître d'Édouard IV, a illustré de quatre miniatures un récit ajouté à l'initiative du commanditaire évoquant un tournoi qui s'est déroulé à Bruges en 1393[8].
- Fr.2692 : il s'agit d'une seconde copie toujours réalisée à la demande de Louis de Gruuthuse vers 1488-1489 pour en faire un présent destiné à Charles VIII. Les miniatures sont attribuées au Maître du Boèce flamand. Une miniature de frontispice, représentant le don de l'ouvrage au roi de France, probablement lors d'une ambassade à Blois, a été ajoutée a posteriori et est attribuée à un enlumineur parisien, le Maître du Cardinal de Bourbon[9].
- Fr.2696 : autre copie manuscrite sur papier d'origine flamande, contient une indication de propriété de la famille des seigneurs de Sallenôves à la fin du XVe ou début du XVIe siècle[10]
- Fr.2694 : copie manuscrite faite à partir d'un des manuscrits de Gruuthuse, qui a appartenu à Jean-Baptiste Colbert, réalisée au début du XVIIe siècle avec des illustrations faites à la gouache ou de gravures coloriées[11].
- Fr.11362 : autre copie, partielle, réalisée au XVIIe siècle, ayant appartenu au prince de Conti[12].
- Ms.Typ.131 de la Houghton Library de l'université Harvard : copie partielle du manuscrit original datée vers 1470[13]
- Cz3090 du Musée Czartoryski : copie intégrale datée vers 1465-1475 réalisée pour Jacques d'Armagnac
- E1939.65.1144 de la Kelvingrove Art Gallery and Museum de Glasgow, manuscrit du XVe siècle sur papier, décoré de six miniatures
- Oc.58 de la Bibliothèque nationale et universitaire de Saxe : manuscrit du début du XVIe siècle contenant le texte mais illustré dans un style très différent de l'original[14].